# Kanton Sabres
Kanton Sabres (francouzsky Canton de Sabres) je francouzský kanton v departementu Landes v regionu Akvitánie. Tvoří ho osm obcí.

## Obce kantonu
- Commensacq
- Escource
- Labouheyre
- Lüe
- Luglon
- Sabres
- Solférino
- Trensacq